# Eleocharis kleinii
Eleocharis kleinii là loài thực vật có hoa trong họ Cói. Loài này được Barros mô tả khoa học đầu tiên năm 1966.